# Mąka jaglana
Mąka jaglana – rodzaj mąki otrzymywany z mielenia łuszczonych ziaren prosa. Posiada orzechowy aromat i słodko gorzki smak, charakterystyczny żółty kolor i nie zawiera glutenu.

## Historia
Mąka była znana i używana już przez starożytne cywilizacje w Azji i Afryce. Wzmianka o niej pojawia się Starym Testamencie – gdzie w księdze Ezechiela jest mowa o chlebie m.in. z mąki jaglanej. Obecnie produkowana i używana jest głównie w Afryce, Azji i Europie.

## Właściwości zdrowotne
Według USDA100 g mąki jaglanej zawiera; 378 kcal, 11,0 g białka, 4,2 g tłuszczów, 72,9 g węglowodanów, oraz 8,5 g błonnika. Mąka jaglana jest źródłem witamin z grupy B, oraz witaminy E i K, a także pierwiastków m.in.: fosforu, magnezu, żelaza, manganu, selenu, miedzi, potasu, cynku, oraz kwasu foliowego i aminokwasów jak, tryptofan, leucyna, izoleucyna. Zalecana do stosowana w diecie bezglutenowej, m.in. przez ludzi chorych na celiakię. Ze względu na wysoką zawartość tłuszczów jest zabroniona w dietach; niskotłuszczowej z ograniczeniem błonnika, i wątrobowej. Nie powinna być też spożywana przez cukrzyków z powodu dość wysokiego indeksu glikemicznego.
Najnowsze badania potwierdzające jej korzystny wpływ na zdrowie, zostały wykonane pod nadzorem Międzynarodowego Instytutu Badań nad Uprawami Tropików Półpustynnych (ICRISAT).

## Zastosowanie
Stosuje się ją jako bezglutenowy, ale pełnowartościowy zamiennik mąki pszennej. Mimo że nie zawiera glutenu, w procesie przemiału może zostać zanieczyszczona glutenem, należy zatem zwracać uwagę na opis potwierdzający, że jest to produkt w pełni bezglutenowy. Mąka jaglana nadaje się do produkcji m.in. chleba, makaronu, oraz wypieków ciast, gofrów, oraz deserów. Jest stosowana do zagęszczania sosów i zup.
W Polsce znana już w średniowieczu, później stopniowo traciła na znaczeniu w żywieniu. Obecnie jej popularność wzrasta ze względu na popularyzowany zdrowy styl życia.
W Europie, jest produktem mało popularnym, używana głównie przez alergików. W Afryce jest wykorzystywana do przyrządzania codziennych pożywnych potraw. W Senegalu m.in. dla dzieci  gotuje się „rouy” – pudding z mąki jaglanej i wody, w Kenii dodatkiem do innych dań bywa „uji” –  gęsta papka z mąki jaglanej, kukurydzianej oraz z sorgo. W Algierii pieczony jest z mąki jaglanej taguella – płaski chleb, pieczony przysypany popiołem i piaskiem.
W  północnych Chinach jest sporządzany chátāng (chiń. 茶汤), rodzaj kleiku z mąki jaglanej z cukrem i dżemem (chiń. 桂花酱, guìhuājiàng) z kwiatów  osmantusa. Podobna potrawa popularna jest też na Półwyspie Koreańskim.

### Uwaga
Mąka jaglana nie nadaje się do długiego przechowywania ze względu na wysoką zawartość tłuszczów, które jełczeją, nadając jej gorzki smak.

Przeczytaj ostrzeżenie dotyczące informacji medycznych i pokrewnych zamieszczonych w Wikipedii.